# Гагер бірюзовий
Га́гер бірюзовий (Cyanolyca turcosa) — вид горобцеподібних птахів родини воронових (Corvidae). Мешкає в Андах.

## Опис

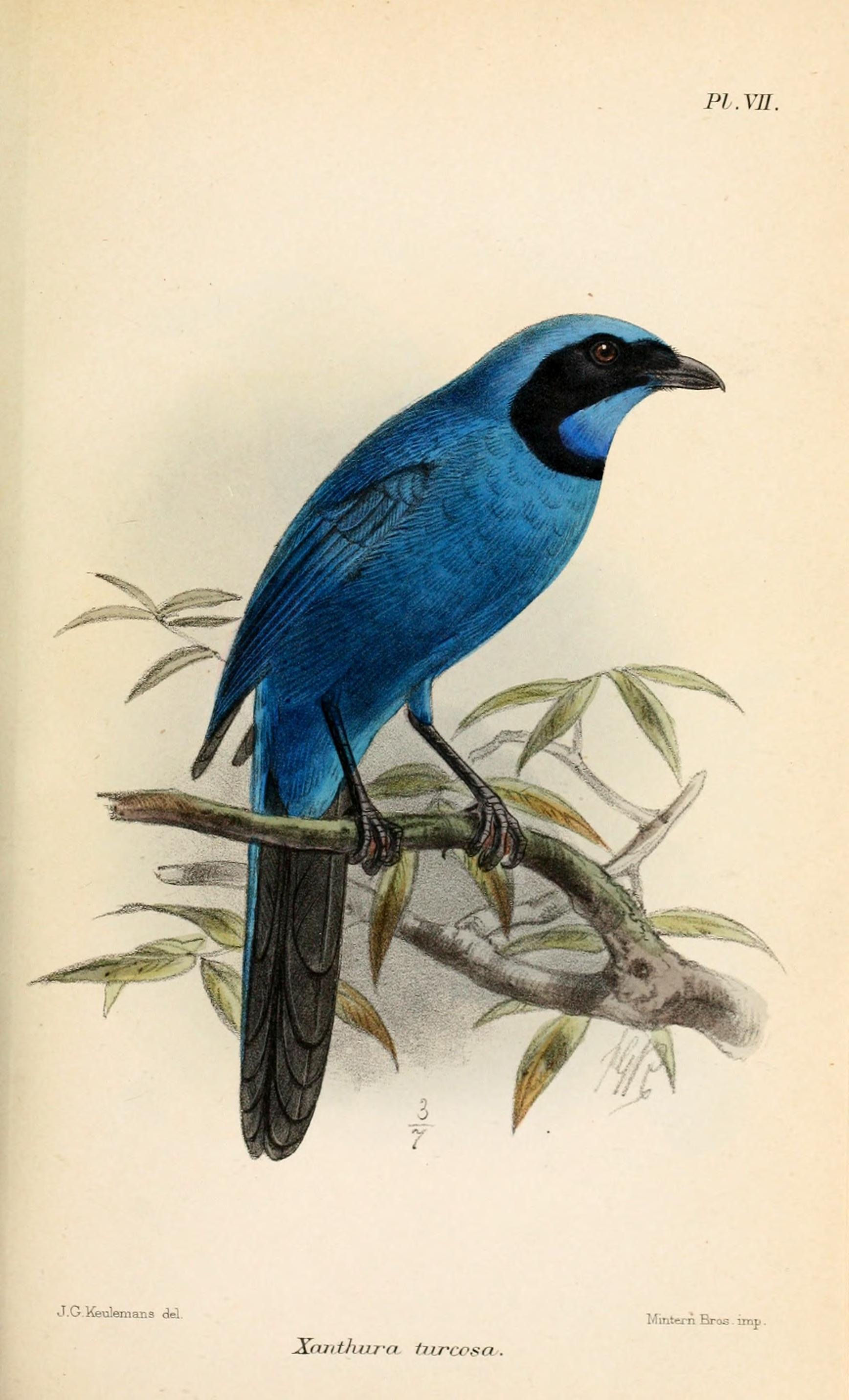
Бірюзовий гагер

Довжина птаха становить 30-34 см, вага 70-120 г. Довжина крила становить 137 мм, довжина хвоста 142 мм, довжина дзьоба 34 мм, довжина цівки 39 мм. Забарвлення переважно бірюзово-синє з зеленуватим металевим відблиском. Голова і нижня частина тіла світліша, спина, крила і хвіст темніші. Лоб білуватий. На обличчі чорна "маска". Горло окаймлене чорною смугою. Очі темно-червонувато-карі, дзьоб і лапи чорні.

## Поширення і екологія
Бірюзові гагери мешкають в Андах на південному заході Колумбії (Нариньйо), в Еквадорі і на північному заході Перу (П'юра, Кахамарка). Вони живуть у вологих гірських, хмарних і карликових тропічних лісах. Зустрічаються парами або сімейними зграйками, на висоті від 1500 до 3500 м над рівнем моря, переважно на висоті понад 2000 м над рівнем моря. Іноді приєднуються до змішаних зграй птахів. Ведуть деревний спосіб життя. Живляться комахами та іншими безхребетними, їх личинками, яйцями і пташенятами, ягодами і плодами.